# Ексапостоларій

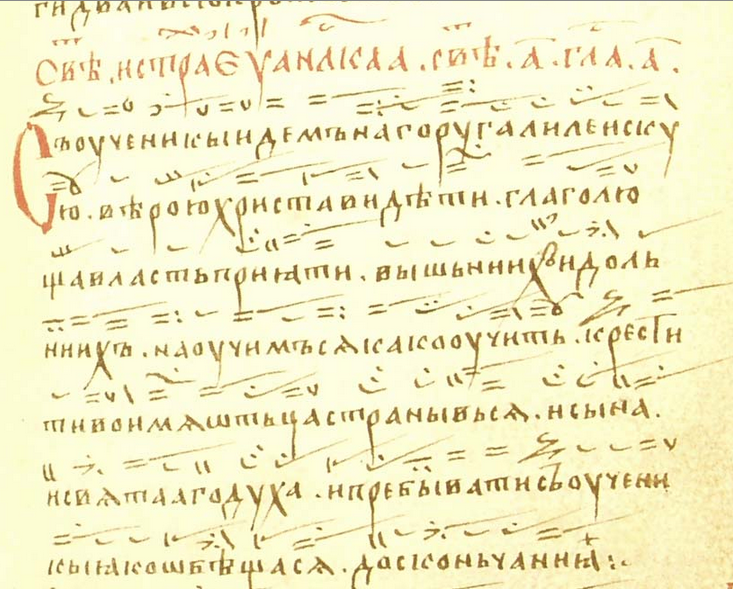

Ексапостоларій (грец. ексапостелло — посилати наперед) — пісня, яка охоплює зміст проповіді апостолів, що їх Ісус Христос послав у світ звіщати Його благовість. Найкращим й найвідомішим є ексапостоларій Воскресної Утрені «Плоттю уснув».